# Sant’Antonino (Francja)
Sant’Antonino (kors. Sant'Antulinu di Balagna) – miejscowość i gmina we Francji, w regionie Korsyka, w departamencie Górna Korsyka.

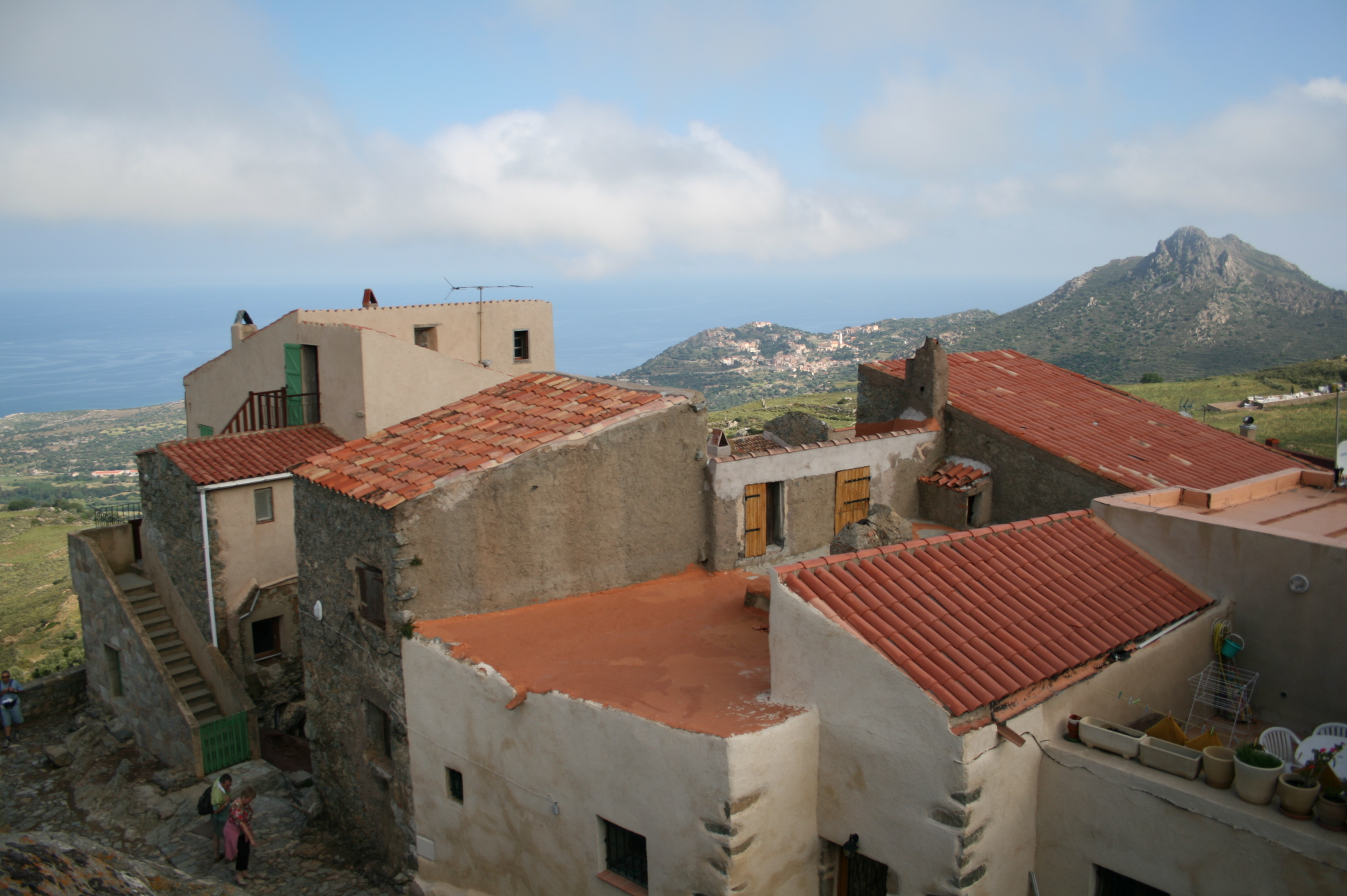
Sant’Antonino

Według danych na rok 1990 gminę zamieszkiwało 60 osób, a gęstość zaludnienia wynosiła 15 osób/km².